# Ehrenreich Christopher Ludvig Koefoed
Ehrenreich Christopher Ludvig Koefoed (6. juli 1830 i Nibe – 26. oktober 1904 på Frederiksberg) var en dansk officer og politiker.

## Militær karriere
Koefoed var søn af justitsråd Hans Georg Koefoed, byfoged og byskriver i Hjørring samt herredsfoged i Vennebjerg Herred (1792-1854) og Nicoline Jespare f. Hillerup (1795-1879). Efter at have frekventeret Den kongelige Realskole i Aarhus og i Mariboes Realskole i København og forberedt sig til Den kongelige militære Højskole indtrådte han på denne i foråret 1848 og gennemgik samtidig fra 1848-49 Central- og Kommandoskolen i København. I 1850 udnævntes han til sekondløjtnant à la suite i artilleriet med anciennitet af 1. maj 1848 og afgik fra højskolen for at ansættes ved Feltingeniørdetachementet. Ved slutningen af samme år blev han elev på Ingeniørtroppernes eksercerskole i København, og han trådte i februar 1851 igen ind på højskolen for at fuldende sin ved Treårskrigen afbrudte uddannelse der. Efter afgangseksamen i 1853 udnævntes han til premierløjtnant i Ingeniørkorpset og ansattes ved fæstnings- og bygningstjenesten i København, men deltog i 1854 i projekteringen af Dybbølstillingen. I 1856 var han beskæftiget ved forarbejderne til den jyske jernbane, og han overgik samme år til projekteringen af Københavns Søbefæstning, ved hvis anlæg han ansattes i 1858. Året efter fritoges han for tjeneste ved Ingeniørkorpset for at overtage stillingen som suppleantlærer i krigsbygningskunst på Den kongelige militære Højskole, og i 1861, efter i nogle måneder at have virket ved befæstningsanlæggene i Dybbølstillingen, ansattes han i lærerpladsen i bemeldte fag og trådte samtidig uden for nummer og sattes à la suite i Ingeniørkorpset. Lærervirksomheden blev afbrudt af den 2. Slesvigske Krig 1864, idet han afgik til den aktive armé og deltog i forsvaret af Fredericia; senere på året ansattes han ved anlægget af Københavns Søbefæstning indtil udgangen af oktober. Han blev i 1864 først karakteriseret kaptajn og derefter kaptajn af 2. klasse og trådte ved den nye Hærlovs ikrafttræden i 1867 i nummer i Ingeniørkorpset som kaptajn. Da højskolen i 1868 afløstes af Hærens Officersskole, overgik Koefoed til denne som lærer i krigsbygningskunst, hvilken virksomhed han fortsatte til 1876. Han var medlem af Frederiksberg Kommunalbestyrelse 1866-70 og medlem af Forsvarskommissionen af 1872.
Efter afgangen fra Officersskolen i 1876 gjorde han først tjeneste ved 1. Ingeniørdirektion, men forsattes samme år til 1. Ingeniørbataljon. I 1877 udnævntes han til oberst og chef for 2. Ingeniørdirektion og for 2. Ingeniørbataljon (reservebataljon), i hvilken stilling han forblev til 1880, idet han samtidig var medlem af Ingeniørkorpsets tekniske komité. Fra 1880-82 var han chef for 3. Ingeniørdirektion med garnison i Fredericia, men sidstnævnte år vendte han tilbage til København for at overtage 1. Ingeniørdirektion, og han genindtrådte da samtidig i den tekniske komité, hvor han forblev indtil 1888. I 1890 udnævntes han til generalmajor og generalinspektør for Ingeniørtropperne samt chef for Ingeniørkorpsets øvrige afdelinger. 1900 gik han på pension.

## Lærer- og forfattervirksomhed
Koefoed tog virksom del i befæstningssagens udvikling her hjemme, hvortil han jo også var særlig kaldet på grund af sin lange virksomhed som lærer i krigsbygningskunst ved Højskolen og Officersskolen. Som sådan skrev han en Lærebog til Brug ved Forelæsningerne over Krigsbygningskunst for Officersskolens næstældste Klasse, der udkom i 3 udgaver (sidste gang i 1877) og også blev benyttet i vore naboriger Norge og Sverige. Endvidere forfattede han i 1874 pjecen "Fæstningernes Betydning og Konstruktion i Nutiden" (i Fra Videnskabens Verden), ligesom han skrev talrige artikler vedrørende befæstningsvæsenet i militære tidsskrifter og i dagblade. I 1875 tilkendtes der ham det norske militære tidsskrifts sølvmedalje for besvarelsen af en prisopgave angående befæstningsvæsenet. Koefoed deltog eller forestod flere gange udarbejdelser af planer til anlæg af fæstningsværker i Danmark, således projekteringsarbejderne i 1885-86 vedrørende Københavns Befæstning, der gik umiddelbart forud for anlæggenes udførelse, og han var medlem af Befæstningskommissionen af 1883.
Efter opfordring af den danske afdeling af Den Letterstedtske Forening udgav han i 1884 et omfangsrigt værk: Danmarks, Norges og Sveriges Jærnbaner, en historisk Fremstilling af deres Anlæg og Udvikling, ledsaget af statistiske og tekniske Oplysninger. Han var medlem af den i 1886 nedsatte kommission angående ordningen af jernbaneforholdene i og ved København, af Jernbanerådet fra sammes oprettelse i 1886 til dets ophævelse i 1893, af kommissionen af 1888 angående anlægget af et frilager og en frihavn ved København, af kommissionen af 1888 angående anvendelsen af licitationer ved statens byggearbejder og af kommissionen af 1892 angående tilvejebringelsen af et sejlløb gennem Kalvebod Strand. Fra 1889-90 var han valgt medlem af Landstinget for 2. kreds, hvor han – ikke overraskende – repræsenterede Højre som en varm tilhænger af Estrup-regeringens forsvarspolitik. 1871 var Koefoed medstifter af Det Krigsvidenskabelige Selskab, hvor han sad i bestyrelsen indtil 1890.

## Kunstven
Samtidig var Koefoed også en stor kunstven. Han havde især interesse for raderkunsten nævnes; han ejede selv en stor samling raderinger og valgtes i 1893 til formand for Den Danske Radeerforening. Han udnævntes 1864 til Ridder af Dannebrog, 1878 til Dannebrogsmand, i 1884 til Kommandør af Dannebrog af 2. grad, i 1892 til Kommandør af 1. grad og modtog Storkorset i 1898. Koefoed døde 26. oktober 1904.
Koefoed ægtede 8. september 1859 på Frederiksberg Marie Benedicte Rothe (17. december 1837 i Fredensborg – 24. juni 1906 i Vordingborg), datter af gartner og etatsråd Rudolph Rothe og Anne Marie f. Friedenreich (1804-1841).
Han er begravet på Holmens Kirkegård. Der findes en portrætradering af Frans Schwartz fra 1900 og et træsnit fra 1889.